# Molecolarità
Nell'ambito della cinetica chimica, la molecolarità è il numero di entità molecolari che collidono durante un singolo atto reattivo (o reazione elementare), o in altre parole il numero di entità di cui è costituito il complesso attivato.
A differenza dell'ordine di reazione, il cui valore viene ottenuto per via sperimentale riferendosi alla reazione chimica (costituita da più reazioni elementari), la molecolarità di una reazione viene ricavata per via teorica e viene applicata ad una singola reazione elementare.
Nel caso di una reazione elementare, i valori dell'ordine di reazione, della molecolarità e del coefficiente stechiometrico coincidono, sebbene il loro significato sia differente.
A seconda della molecolarità della reazione, si possono avere:
- reazioni unimolecolari: se una specie chimica si dissocia o isomerizza
- reazioni bimolecolari: se la reazione avviene in seguito alla collisione di due specie chimiche
- reazioni trimolecolari: se la reazione avviene in seguito alla collisione di tre specie chimiche.

Le reazioni trimolecolari sono piuttosto rare.
Un importante meccanismo proposto per descrivere le reazioni unimolecolari in fase gassosa, data la loro particolarità, è quello di Lindemann-Hinshelwood.